# Barnbiblioteket Saga

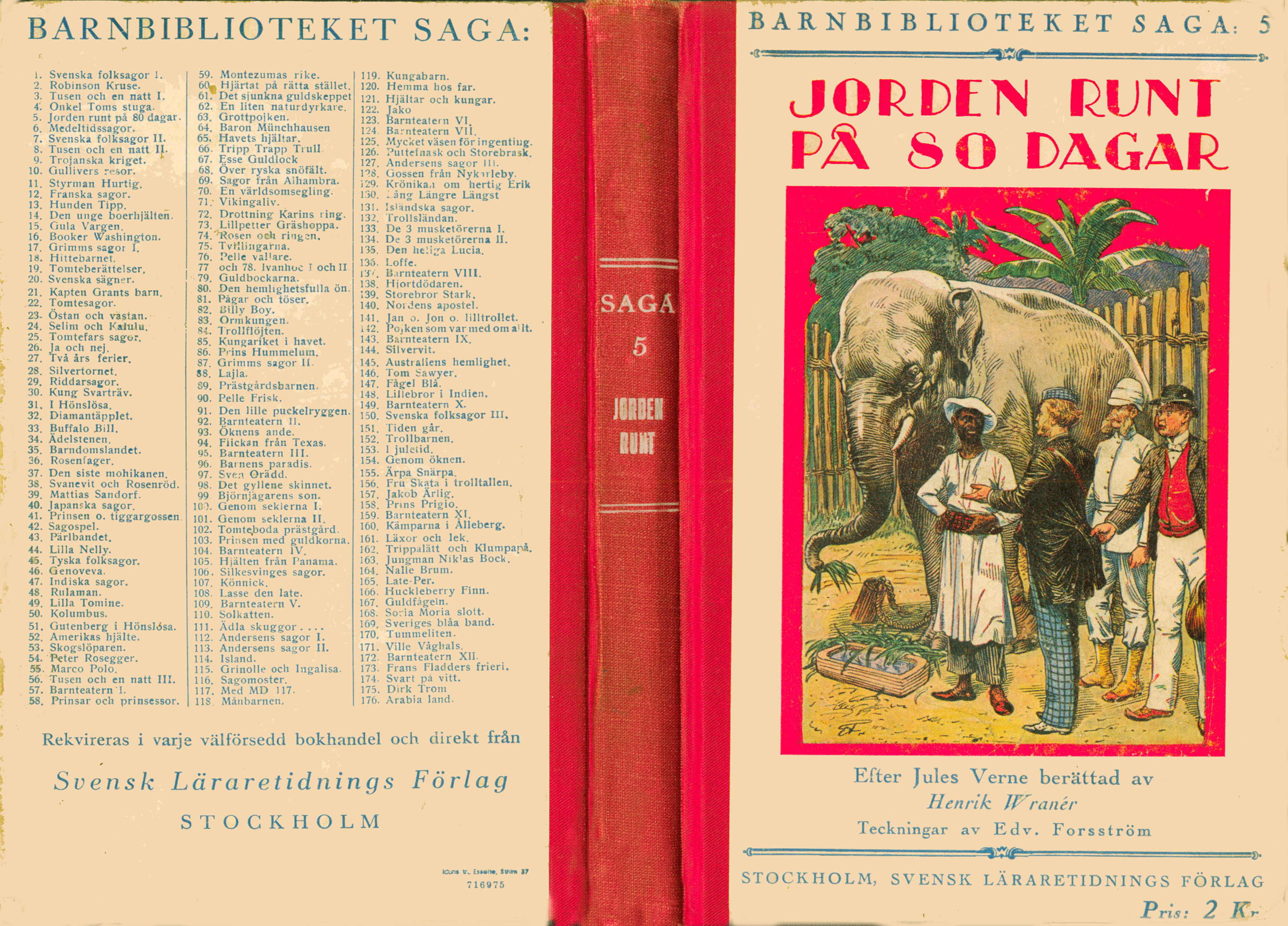
Barnbiblioteket Sagas utgåva av Jorden runt på 80 dagar från 1935.

Barnbiblioteket Saga var en svensk utgivning av barn- och ungdomslitteratur mellan 1899 och 1954, som startade på initiativ av Svensk läraretidnings förlag och Sveriges Allmänna Folkskollärareförening. Som seriebeteckning levde "Barnbiblioteket Saga" kvar ända till 1970 och nr 577.
Syftet var att ge barn tillgång till god litteratur som speglade kulturradikala strömningar i tiden och god litteratur av etablerade författare med illustrationer av konstnärligt hög kvalitet. Den nationalromantiska andan avspeglade sig i namnet Saga – den fornnordiska vishetsgudinnan. Några av eldsjälarna bakom projektet var Fridtjuv Berg och Amanda och Emil Hammarlund samt Signe Wranér.
Utgivningen var en av de viktigaste insatserna i den svenska barnlitteraturens historia.

## Titlar
| Nr               | Titel | Kommentarer |
| ---------------- | --- | --- |
| 1                | Svenska folksagor. Samling 1. 99-0448970-X ; 1. 1899. Libris 1223962. https://runeberg.org/bffolksaga/1/                                                                                   | Redaktör Fridtjuv Berg. Teckningar av Elsa Beskow o.fl. |
| 2                | Defoe, Daniel (1899). Robinson Kruse. 99-0448970-X ; 2. Libris 2276005. https://runeberg.org/ddkruse/                                                                                      | Berättad för Sveriges ungdom af Henrik Wranér. Teckningar av Gerda Tirén |
| 3                | Sagor ur Tusen och en natt. Samling 1. 99-0448970-X ; 3. 1899. Libris 1682033 | |
| 4                | Stowe, Harriet Beecher (1900). Onkel Toms stuga : bearbetning för Sveriges barn. 99-0448970-X ; 4. Libris 1662401. https://runeberg.org/shbtomsaga/                                        | |
| 5                | Verne, Jules (1900). Jorden rundt på 80 dagar : för Sveriges ungdom, fritt berättad efter Jules Verne. 99-0448970-X ; 5. Libris 1662402. https://runeberg.org/vj80dagar/                   | Berättad för Sveriges ungdom av Henrik Wranér. Teckningar av Edvard Forsström |
| 6                | Schück, Henrik (1900). Medeltidssagor : berättade för ungdom. 99-0448970-X ; 6. Libris 1662403                                                                                             | |
| 7                | Svenska folksagor. Samling 2. 99-0448970-X ; 7. 1903. Libris 1223970 | |
| 8                | Sagor ur Tusen och en natt. Samling 2. 99-0448970-X ; 8. 1901. Libris 1682034 | |
| 9                | Berg, Fridtjuv (1901). Trojanska kriget : forngrekiska guda- och hjältesagor : efter de homeriska dikterna berättade. 99-0448970-X ; 9. Libris 1718973                                     | |
| 10               | Swift, Jonathan (1902). Gullivers underbara resor till lilleputtarnas och jättarnas land. 99-0448970-X ; 10. Libris 1718974                                                                | Bearbetning för svensk ungdom af Hugo Gyllander |
| 11               | Marryat, Frederick (1902). Styrman Hurtig : läsebok i skola och hem : för Sveriges ungdom fritt berättad efter kapten Fr. Marryat. 99-0448970-X ; 11. Libris 1718975                       | |
| 12               | Gyllander, Hugo (1903). Franska sagor : efter Laboulaye och Perrault : berättade för Sveriges barn. 99-0448970-X ; 12. Libris 1718976                                                      | |
| 13               | Wendell, Henning (1903). Hunden Tipp och andra djurhistorier. 99-0448970-X ; 13. Libris 2636629                                                                                            | |
| 14               | Niemann, August (1904). Den unge boerhjälten : strider, jakter och äfventyr i Transvaal : efter Niemanns Pieter Maritz fritt berättad för Sveriges barn. 99-0448970-X ; 14. Libris 1718978 | |
| 15               | Erslev, Anna (1904). Gula vargen : en indianhistoria. 99-0448970-X ; 15. Libris 1718979. https://runeberg.org/eagulavarg/                                                                  | |
| 16               | Booker Washington och andra sagor och berättelser. 99-0448970-X ; 16. 1912. Libris 1631175                                                                                                 | |
| 17               | Grimm, Jacob (1905). Bröderna Grimms sagor. Samling 1. 99-0448970-X ; 17. Libris 1683381                                                                                                   | |
| 18               | Malot, Hector (1905). Hittebarnet : fri bearbetning efter Hector Malots "Sans famille" för Sveriges barn. 99-0448970-X ; 18. Libris 1718981                                                | |
| 19               | Tomte-berättelser : 27 berättelser, samlade af Jultomtens redaktion. 99-0448970-X ; 19. 1905. Libris 1718982                                                                               | |
| 20               | Gyllander, Hugo (1906). Svenska sägner : berättade för Sveriges barn. 99-0448970-X ; 20. Libris 1611579                                                                                    | |
| 21               | Kapten Grants barn | |
| 22               | * Tomtesagor : 20 sagor, samlade af Jultomtens redaktion. 99-0448970-X ; 22. 1906. Libris 1611581                                                                                          | |
| 23               | Östan och västan | |
| 24               | Selim och Kalulu | |
| 25               | Tomtefars sagor | |
| 26               | Nyblom, Helena (1908). Ja och nej : Originalsagor. 99-0448970-X ; 26. Libris 1611585. https://runeberg.org/jaochnej                                                                        | Med 57 Originalteckningar av Ottilia Adelborg, John Bauer, Louis Moe, E. Nehrman, Jenny Nyström och Gisela Trapp. |
| 27               | Två års ferier | |
| 28               | Silvertornet | |
| 29               | Riddarsagor och klostersägner | |
| 30               | Kung Svarträv av Atapaska | |
| 31               | I Hönslösa och Halmåkra | |
| 32               | Diamantäpplet | |
| 33               | Buffalo Bill | |
| 34               | Den underbara ädelstenen | |
| 35               | Titteli Ture eller Barndomslandet | |
| 36               | Rosenfager från Bobinacks land | |
| 37               | Den siste mohikanen | av James Fenimore Cooper, berättad för Sveriges ungdom av Hugo Gyllander (1911) |
| 38               | Svanevit och Rosenröd | |
| 39               | Mattias Sandorf | |
| 40               | Japanska sagor | |
| 41               | Prinsen och tiggargossen | |
| 42               | Sagospel | |
| 43               | Pärlbandet | |
| 44               | Lilla Nelly | av Charles Dickens, förkortad översättning av Hugo Gyllander (1913) |
| 45               | Tyska folksagor | |
| 46               | Den heliga Genoveva | |
| 47               | Indiska sagor | |
| 48               | Rulaman | |
| 49               | Lilla Tomine | |
| 50               | Kristoffer Kolumbus | |
| 51               | Gutenberg i Hönslösa | |
| 52               | Amerikas hjälte | |
| 53               | Skogslöparen | |
| 54               | Peter Rosegger | |
| 55               | Marco Polos resor | |
| 56               | Tusen och en natt III | |
| 57               | Barnteatern I | |
| 58               | Prinsar och prinsessor | |
| 59               | Erövringen av Montezumas rike | |
| 60               | Hjärtat på rätta stället. 99-0448970-X ; 60. 1917. Libris 1223962. https://runeberg.org/bffolksaga/1/                                                                                      | En bok för ungdomen av Edmondo de Amicis, Förkortad översättning från italienskan av Ernst Lundqvist, Illustrerad av Edward Berggren, Redaktör A. Hammarlund                                                                                   |
| 61               | Det sjunkna guldskeppet | |
| 62               | En liten naturdyrkare | |
| 63               | Grottpojken | |
| 64               | Baron Münchhausens underbara äventyr | av Gottfried August Bürger, till svenska överflyttade av Hugo Gyllander (1917) |
| 65               | Havets hjältar | av Rudyard Kipling, översättning Hugo Gyllander (1917) |
| 66               | Tripp Trapp Trull | |
| 67               | Esse Guldlock | |
| 68               | Över ryska snöfält | |
| 69               | Sagor från Alhambra | |
| 70               | En världsomsegling under havet | |
| 71               | Vikingaliv | |
| 72               | Drottning Karins ring | |
| 73               | Lillpetter Gräshoppa | |
| 74               | Rosen och ringen | |
| 75               | Tvillingarna | |
| 76               | Pelle vallare | |
| 77               | Ivanhoe I | |
| 78               | Ivanhoe II | |
| 79               | Guldbockarna | |
| 80               | Den hemlighetsfulla ön | |
| 81               | Pågar och töser | |
| 82               | Billy Boy | |
| 83               | Ormkungen | |
| 84               | Trollflöjten | |
| 85               | Konungariket i havet | |
| 86               | Prins Hummelum | |
| 87               | Bröderna Grimms sagor II | |
| 88               | Lajla | |
| 89               | Prästgårdsbarnen i Graneby | |
| 90               | Pelle Frisk och Stygga Mimmi | |
| 91               | Den lille puckelryggen | |
| 92               | Barnteatern II | |
| 93               | Öknens ande | |
| 94               | Flickan från Texas eller Den blå hägern | |
| 95               | Barnteatern III | |
| 96               | Barnens paradis | |
| 97               | Sven Orädd | |
| 98               | Det Gyllene Skinnet : Grekiska sagor berättade av N. H. Hawlhorne. 99-0448970-X ; 98. 1924. Libris 1469854. https://runeberg.org/barnsaga/98                                               | Översatta av Ebba Nordenadler, Teckningar av Erik O. Strandman m. fl.. Redaktör A. Hammarlund |
| 99               | Björnjägarens son | |
| 100              | Roos, Anna Maria (1937). Genom Seklerna : Skildringar ur världshistorien, I. 99-0448970-X ; 100. Libris 1469856. https://runeberg.org/ramsekler/1/                                         | Teckningar av Werner Liljeqvist. Redaktör A. Hammarlund |
| 101              | Roos, Anna Maria (1937). Genom Seklerna : Skildringar ur världshistorien, II. 99-0448970-X ; 101. Libris 1469856. https://runeberg.org/ramsekler/2/                                        | Teckningar av Werner Liljeqvist. Redaktör A. Hammarlund |
| 102              | Tomteboda prästgård | |
| 103              | Prinsen med guldkorna | |
| 104              | Barnteatern IV | |
| 105              | Hjälten från Panama | |
| 106              | Silkesvinges sagor | |
| 107              | Könnick | |
| 108              | Lasse den late | |
| 109              | Barnteatern V | |
| 110              | Solkatten och andra sagor | av Hugo Gyllander, ill. John Bauer (1926) |
| 111              | Ädla skuggor, vördade fäder... | |
| 112              | Andersens sagor I | |
| 113              | Andersens sagor II | |
| 114              | Island | |
| 115              | Grin-Olle och Inga-Lisa | |
| 116              | Sagomoster | |
| 117              | Med MD 117 | |
| 118              | Månbarnen | |
| 119              | Kungabarn | |
| 120              | Hemma hos far | |
| 121              | Hjältar och kungar från Albions ö | |
| 122              | Jako | |
| 123              | Barnteatern VI | |
| 124              | Barnteatern VII | |
| 125              | Mycket väsen för ingenting | |
| 126              | Puttefnask och Storebrask | |
| 127              | Andersens sagor III | |
| 128              | Gossen från Nykarleby | |
| 129              | Den gamla krönikan om hertig Erik | |
| 130              | Lång Längre Längst. 99-0448970-X ; 130. 1928. Libris 13171411. https://runeberg.org/langsaga/                                                                                              | Folksagor från skilda länder berättade av Anna M. Roos, Anna Wahlenberg, Hugo Gyllander, Louise Zegolson, Einar MÅånsson, EbbaA Nordenadler, Teckningar av Louis Moe, Brita Ellström, Aina Masolle, Ingeborg Uddén, Maj Lindman och Rie Cramer |
| 131              | Isländska sagor | |
| 132              | Trollsländan | |
| 133              | De tre musketörerna I | |
| 134              | De tre musketörerna II | |
| 135              | Den heliga Lucia | |
| 136              | Loffe | |
| 137              | Barnteatern VIII | |
| 138              | Hjortdödaren | |
| 139              | Storebror Stark och Lillebror Tålmodig | |
| 140              | Nordens apostel | |
| 141              | Jan och Jon och Lilltrollet | |
| 142              | Pojken som var med om allt | |
| 143              | Barnteatern IX | |
| 144              | Silvervit | |
| 145              | Australiens hemlighet | |
| 146              | Tom Sawyers äventyr | av Mark Twain, berättad för Saga av Hugo Gyllander (1931) |
| 147              | Fågel Blå | |
| 148              | Lillebror i Indien | |
| 149              | Barnteatern X | |
| 150              | Svenska folksagor III | |
| 151              | Tiden går | |
| 152              | Trollbarnen som ville ha smörgås | |
| 153              | I juletid | |
| 154              | Genom öknen | |
| 155              | Ärpa Snärpa Gullvärpa | |
| 156              | Fru Skata i trolltallen | |
| 157              | Jakob Ärlig | |
| 158              | Prins Prigio av Pantouflia | |
| 159              | Barnteatern XI | |
| 160              | Kämparna i Ålleberg | |
| 161              | Läxor och lek | |
| 162              | Trippalätt och Klumpapå | |
| 163              | Jungman Niklas Bock | |
| 164              | Nalle Brum | |
| 165              | Lateper | |
| 166              | Huckleberry Finns äventyr | |
| 167              | Guldfågeln | |
| 168              | Soria Moria slott | |
| 169              | Sveriges blåa band | |
| 170              | Tummeliten | |
| 171              | Ville Våghals | |
| 172              | Barnteatern XII | |
| 173              | Frans Fladders frieri | |
| 174              | Svart på vitt | |
| 175              | Dirk Trom | |
| 176              | Roos, Anna Maria (1937). Arabia Land och andra sagospel. 99-0448970-X ; 176. Libris 1361173. https://runeberg.org/arabialand                                                               | Teckningar av Kerstin Frykstrand. Redaktör Signe H Wranér |
| 177              | Trollflöjten | |
| 178              | Barnteatern XIII | |
| 179              | Nybyggarna i Kanada | |
| 180              | Storfågeln | |
| 181              | Glad sommar | |
| 182              | Lyckogrisen | |
| 183              | I zigenarnas spår | |
| 184              | Barnteatern XIV | |
| 185              | Barnteatern XV | |
| 186              | Oliver Twist | |
| 187              | Piff och Paff: sagor och verser | teckningar av Kerstin Frykstrand [m.fl.] (1939) |
| 188              | Idrottsföreningen De tre falkarna: en pojkhistoria | av Börje Nordström, teckningar av Erik O. Strandman (1939) |
| 189              | Maria Nyckelpigas äventyr | berättade av C. B. Gaunitz, med teckningar av författaren (1939) |
| 190              | Tom Sawyer som detektiv | av Mark Twain, berättad för Saga av Nils Widstrand, teckningar av Brita Ellström (1939) |
| 191              | Barnteatern. Samling 16 | Dialoger, tablåer och sagospel för de små (av Elsa Beskow [m.fl.], teckningar av K. Frykstrand [m.fl.] |
| 192              | Olle på Söder och Inga på Norr: stockholmssagor | med fotografier, vinjetter och reproduktioner samt teckningar av Stella Falkner Söderberg (1939) |
| 193              | Tattar-Anna: en berättelse från Norge | av Halvor Floden, översättning Edvin Björk, teckningar av Britta Stenström-Rogberg (1940) |
| 194              | Tom Sawyer på resa | |
| 195              | Skrattar bäst som skrattar sist: sagospel | av Ulrika Widmark, teckningar av Helfrid Selldin [m.fl.] (1940) |
| 196              | I Hoppare-land: sagor, visor och dialoger för skolans yngsta | teckningar av Kerstin Frykstrand (1940) |
| 197              | Barnteatern XVII | |
| 198              | Barnteatern XVIII | |
| 199              | Kalven August och Kalle Kanin: 80 barn rita och berätta om djur och djurskydd i skolradions pristävlan                                                                                     | urval och sammanställning av Emil Löwendahl [m.fl.] (1941) |
| 200              | Det var en gång... | |
| 201              | David Copperfield | |
| 202              | Trollen i Trollskogen | av Louis Moe [m.fl.] ; teckningar av Ruth Milles [m.fl.] |
| 203              | Barnteatern XIX | |
| 204              | Vitt och Rött I | |
| 205              | Jultomten | |
| 206              | Kasper Kul | |
| 207              | Var är Kisse Miss? | |
| 208              | Vipp | |
| 209              | Trollungen Jönsekluns | |
| 210              | Barnteatern XX | |
| 211              | Jim Jarvis | |
| 212              | Nulle Nallesson I | |
| 213              | Pelle Glader | |
| 214              | Vitt och rött II | |
| 215              | Kungens lille doktor | |
| 216              | Barnteatern XXI | |
| 217              | Ostindiefarare | |
| 218              | Trollen som ville bada | |
| 219              | Barnteatern XXII | |
| 220              | Pelle blir prins | |
| 221              | Titten | |
| 222              | Nulle Nallesson II | |
| 223              | Mossman utan minne | |
| 224              | Hurra-Hans | |
| 225              | Lilla Stumpen och Stora Klumpen | |
| 226              | Ulla 2 trappor upp | |
| 227              | Döbelns medaljer | |
| 228              | Lille Bo i Bokstavslandet | |
| 229              | Jörn och Jesper | |
| 230              | Sagolandet | |
| 231              | Barnteatern XXIII | |
| 232              | Per och Greta | |
| 233              | När katten är borta... | |
| 234              | Det var en gång en speleman | |
| 235              | I tonernas värld | |
| 236              | Vad stod det i brevet? | |
| 237              | Heidi | |
| 238              | Rulle Räka | |
| 239              | Skinnstrumpa | |
| 240              | Modjim | |
| 241              | Årsexamen i Ruskaby | |
| 242              | Herr Spinnespång | |
| 243              | Barnen i Nya skogen I | |
| 244              | Barnen i Nya skogen II | |
| 245              | Luden-svansarna - av Ingrid Wallerström. | Illustrationer L. Borch-Johnsen. Sätt i gång du bara, Stark, klok och lustig, Knäpp, Silverpipan, Hos Luden-svansarna samt rim och ramsor för små barn. Första upplagan 1950.                                                                  |
| 246              | Fickó - av Fertsek Ferenc. | Översättning C. de Pandy. Illustrationer Kerstin Frykstrand. Första upplagan 1950. |
| 247              | Mera om Heidi - av Johanna Spyri. | Översättning Ingrid Berglöf. Illustrationer Annie Bergman. Första upplagan 1951. |
| 248              | Prinsessan som inte ville äta havresoppa och Lurifax och Spjuver Två humoristiska pjäser av Walter Stenström.                                                                              | Illustrationer Kerstin Frykstrand. Första upplagan 1951. |
| 249              | Vildmannen - av Frans Löder. | Illustrationer Kerstin Frykstrand. Första upplagan 1951. |
| 250              | Lenni-Moj - av Nina Dahl. | Illustrationer Marie Hjuler. Första upplagan 1951. |
| 251              | Plask och Plums, värmeledningstroll - av Britt Martiin. | Illustrationer Kerstin Frykstrand. Första upplagan 1952. |
| 252              | Borstis - av Vigdis Rojahn. 6versättning Ann Bucht. | Illustrationer av författarinnan. Första upplagan 1953. |
| 253              | Per och Kraxan - av Filip Olsson. | Illustrationer Harald Gripe. Första upplagan 1953. |
| 254              | De tolv trådarna - av Brita Reuterskiöld. | Illustrationer Harald Gripe. Första upplagan 1953. |
| 255              | Livade lekkamrater - av Aino Nordlund. | Illustrationer Kerstin Frykstrand. Första upplagan 1953. |
| 256              | Musikens trollmakt - av Titt Fasmer Dahl. | Översättning Ulrika Widmark. Illustrationer Annie Bergman. Levnadsteckningar över Frederic Chopin, Robert Schumann och Johannes Brahms. Första upplagan 1954.                                                                                  |
| 257, 258 och 259 | Hanne, Hotell Hanne och Hanne och hotelltjuven - av Britta Munk. | Översättning A. Viken. Första upplagan 1954. |
| 260              | Amik - av Estrid Ott. Översättning Ann Mari Falk. | Första upplagan 1954. |
| 261              | Titta vi flyger - av Åke Milles. Illustrationer Harald Gripe | Första upplagan 1954. |
| 262              | Pellefant i Gottlandet - av Rune Andreasson. | Illustrationer av författaren. Första upplagan 1954. |
| 263              | Tam igelkott bortsprungen - av Peter Mattheus. | Översättning Stig Kassman. Första upplagan 1954 |
| 264              | Punkt - av Hans Baumann. | Översättning Birgit Elenius-Hanes. Illustrationer Per Silfverhjelm. Första upplagan 1954 |
| 265              | Den Lustiga Vägen till Landet Bak-och-Fram - av Birgit Bergkvist. | Illustrationer Kerstin Frykstrand. Första upplagan 1954. Andra upplagan 1955. |
| 266              | Lilleplutt och farbror Långtibort - av Helge Törnros. | Illustrationer Per Silfverhjelm. Första upplagan 1954. |
| 267              | Fyra öre för ett - av Margaret J. Baker. Översättning Cilla Johnson. | Illustrationer Decie Merwin. Första upplagan 1954 |
| 268              | Vi besegrade Mount Everest - av John Hunt. | Översättning Göran Salander. Illustrerad med 20 fotografier samt teckningar och kartor av R. H. Sunderland och Alan G. Hodgkiss. Första upplagan 1954. Tredje upplagan 1955.                                                                   |
| 269              | Vägen till Alaska - av Vitalis Pantenburg. | Översättning Brita Edfelt. Illustrationer Heinz Schubert. Första upplagan 1954. |
| 270              | Tilanders Igge - av Ursula Brenning. | Första upplagan 1955. |
| 271              | Tre pojkar och en fyr - av Nan Hayden Agle-Ellen Wilson. | Översättning Gunvor Håkansson. Illustrationer Marian Honigman. Första upplagan 1955. |
| 272              | Marit - av Vigdis Rojahn. | Översättning Ann Bucht. Första upplagan 1955. |
| 273              | Mammutjägarnas grottor - av Hans Baumann. | Översättning Maja Petré. Första upplagan 1955. |
| 274              | Från pol till pol - av Sven Hedin, redigerad av Gösta Montell. | Teckningar och kartor av författaren. Första upplagan 1955. |
| 275              | Lastbilen Teodor - av Elizabeth Chapman. | Översättning Gunvor Håkansson. Illustrationer Eccles Williams Första upplagan 1955 |
| 276              | Heja, Traskelinken! - av Sverre Gran. | Översättning Odd Kjölsrud. Illustrationer Ingrid Rosell-Lindahl. Första upplagan 1955. |
| 277              | Slottet och Silverslanten - av Margaret J. Baker. | Översättning Cilla Johnson. Första upplagan 1955. |
| 278              | På drift med Delfinen - av Peter Dawlish. | Översättning Yngve Brohäll. Illustrationer P. A. Jobson. Första upplagan 1955. |
| 279              | Massor av misstänkta - av Yngve Berg. | Första upplagan 1955. |
| 280              | Jagad genom Högländerna - av R. L. Stevensen. | "Kidnapped" bearbetad för ungdom - av Stig Kassman. Illustrationer Harald Hägg. Första upplagan 1955. |
| 281              | Moby Dick - av Herman Melville. | Illustrationer Gösta Kriland. Första upplagan 1955. |
| 282              | Amik hos indianerna - av Estrid Ott. | Översättning Ann Mari Falk. Första upplagan 1955 |
| 283              | Isviddernas folk - av Heluiz Washburne-Anauta. | Översättning Birgit Hanes. Illustrationer Kurt Wiese. Första upplagan 1955. |
| 284              | Gänget på Skansen - av Bengta Olsson. | Illustrationer Elsie-Britt Stenqvist. Första upplagan 1955. |
| 285              | Månen tur och retur - av Jo Tenfjord och Gunnar Oxaal. | Översättning Odd Kjölsrud. Första upplagan 1955. |
| 286              | RS 11 svarar inte - av Erich Dolezal. | Översättning Gustav Sandgren. Första upplagan 1955. |
| 287              | Gurra skriver dagbok - av Ella Sennegård. | Illustrationer Gerd Rissler. Första upplagan 1955. |
| 288              | Önskevägen - av Mio Martinell. | Illustrationer Göte Lindmark. Första upplagan 1955. |
| 289              | Ståndaktiga Jenny - av Rumer Godden. | Översättning Cilla Johnson. Illustrationer Adrienne Adams. Första upplagan 1956. |
| 290              | Kalabalik i Gamla Rom av Henry Winterfeld. | Översättning Stig Kassman. Illustrationer Charlotte Kleinert. Första upplagan 1956. |
| 291              | Malin träffar Nalle Rödnos - av Gustav Sandgren. | Illustrationer Kerstin Romare. Första upplagan 1956. |
| 292              | Lastbilen Teodor och Jan - av Elizabeth Chapman. | Översättning Gunvor Håkansson. Illustrationer Eccles Williams. Första upplagan 1956. |
| 293              | Susan, Bill och schäfern - av Malcolm Saville. | Översättning Lena Fries. Illustrationer Ernest Shepard. Första upplagan 1956. |
| 294              | Robin Hood Återberättad av Yngve Berg. | Illustrationer Yngve Svalander. Första upplagan 1953. |
| 295              | Mest om vår hemliga klubb - av Ella Sennegård. | Illustrationer Gerd Rissler Första upplagan 1956. |
| 296              | Porträttet av Kate - av Doris Gates. | Översättning Cilla Johnson. Illustrationer Marjorie Torrey. Första upplagan 1956. |
| 297              | Trolleri för halva slanten - av Edward Eager. | Översättning Britt G. Hallqvist. I11ustrationer N. M. Bodecker Första upplagan 1956. |
| 298              | Amik i Italien - av Estrid Ott. | Översättning Ann Mari Falk. Första upplagan 1956. |
| 299              | Ingen får ro på Svartsjön - av Geoffrey Trease. | Översättning Ann Bucht. Första upplagan 1956. |
| 300              | Flickan som försvann - av E. A. Hart. | Översättning Eva von Zweigbergk. Illustrationer Gwen Raverat. Första upplagan 1956. |
| 301              | Se upp för Långe Jan! - av Cyrus Mannervik. | Illustrationer Svante Mannervik. Första upplagan 1956. |
| 302              | Ökenstormen - av Logan Forster. | Översättning Birgit Elenius-Hanes. Första upplagan 1956. |
| 303              | Rövad av irokeserna - av Anna Jürgen. | Översättning Birgit Elenius-Hanes. Illustrationer Kurt Zimmermann. Första upplagan 1956. |
| 304              | Skatten i Tysta dalen - av Yngve Berg. | Illustrationer Sonja Ceder. Första upplagan 1956. |
| 305              | Sigurd och hans tappra följe - av Sigrid Undset. | Översättning Ingvald Wiberg. Illustrationer Bo Lassen. Första upplagan 1956. |
| 306              | Djingis khan - världens herre - av Yvonne Girault. | Översättning Ria Wägner. Illustrationer Pierre Joubert. Första upplagan 1956. |
| 307              | Columbus son - av Hans Baumann. | Översättning Birgit Elenius-Hanes. Illustrationer Karl Brust. Första upplagan 1956. |
| 308              | Valskungen i Wien - av H. G. Waltershausen. | Översättning Dagny Henschen. Illustrationer Inge Drexler. Första upplagan 1956. |
| 309              | Ka, eldtämjaren - av Berndt Orre. | Med förord av professor Torsten Pehrson. Illustrationer Ann Margret Dahlqvist-Ljungberg. Första upplagan 1956. |
| 310              | Svick - uttern - av Hugo Kocher. | Översättning Brita Edfelt. Illustrationer av författaren. Första upplagan 1956. |
| 311              | Leopardriddaren - av Walter Scott. | Bearbetad för ungdom av Staffan Andræ. Illustrationer Mark Sylwan. Första upplagan 1956. |
| 312              | Månen i lågor - av Erich Dolezal. | Översättning Alvar Zacke. Första upplagan 1957. |
| 313              | Rymdkadetten - av Robert Heinlein. | Översättning Birger Hultstrand. Första upplagan 1956. |
| 314              | Den Flygande Holländaren - av Fr. Marryat. | Översättning och bearbetning Maja Petré. Illustrationer Gunnar Olofsson. Första upplagan 1956. |
| 315              | Tomma Huset - av Mio Martinell. | Illustrationer Göte Lindmark. Första upplagan 1956. |